# Günter Philipp
Günter Philipp (* 13. September 1927 in Sohland an der Spree; † 10. Juli 2021 in Weinböhla) war ein deutscher Pianist, Musikwissenschaftler, Komponist und Maler.

## Leben
Philipp wuchs in Riesa, Oppach und Bautzen auf. Von Musik und Bildender Kunst angezogen, wurde er von Rudolf Warnecke im Naturstudium und im Aktzeichnen unterwiesen. In der Nachkriegszeit beschädigte Zwangsarbeit seine linke Hand. Trotzdem wurde er 1947 in Leipzig Schüler von Hugo Steurer (Klavier) und Wilhelm Weismann (Komposition). 1948 konnte er sich an der Leipziger Musikhochschule immatrikulieren und das Studium bei Heinz Eberhard Strüning aufnehmen. Aus finanziellen Gründen musste er das Studium bereits 1949 abbrechen und sich als freischaffender Künstler in Oppach durchschlagen. Das 1953 wieder aufgenommene Studium schloss er 1956 mit dem Staatsexamen ab.

### Musiker und Klavierpädagoge
Philipp machte Rundfunk- und Schallplattenaufnahmen, gab Soloabende, wirkte als Liedbegleiter, Kammermusiker und Solist in Orchesterkonzerten. Er setzte sich für zeitgenössische Musik ein und führte viele Werke zum ersten Mal auf, darunter das ihm gewidmete Klavierkonzert von Edisson Wassiljewitsch Denissow und Werke von Alfred Schnittke und Christfried Schmidt. Er edierte Klavierwerke von Denissow, Alexander Nikolajewitsch Skrjabin, Maurice Ravel und Anatoli Konstantinowitsch Ljadow.
Philipp war seit 1972 (vgl. Abschnitt Realsozialistische Kultur) Dozent an der Hochschule für Musik Carl Maria von Weber Dresden und gehörte zu den ersten Musikern, die in den 1960er Jahren in der DDR öffentlich die Soloimprovisation praktizierten und gründete die erste Improvisationsgruppe mit der Sopranistin Barbara Dollfus. Als passionierter Stegreifspieler konzertierte er oft mit Orchester- und Jazzmusikern, u. a. mit Ute Pruggmayer-Philipp. Mit Klavierbauern stand er in fachlichem Austausch. In Altenburg, Wrocław und Bechyně, nach 1989 auch in Schweden und Japan gab er zahllose Kurse.

### Malerei
Neben der Musik widmete er sich immer der Malerei und Grafik. Oskar Kokoschka, Emil Nolde, Edvard Munch und Oskar Behringer inspirierten ihn. Später beeinflussten ihn vor allem Eindrücke von Informel und Action Painting aus Kunstbüchern seines Dessauer Freundes Eberhard Dutschmann, dessen Werke in der DDR vierzig Jahre lang verschwiegen wurden.

### Realsozialistische Kultur
Immer wieder stieß Philipp an politische Grenzen. Erfolglos bewarb er sich um eine
Mitgliedschaft im Verband Bildender Künstler der DDR. Seine Arbeiten konnte er deshalb nur ausnahmsweise ausstellen. Von einer kurzzeitigen Ausnahme abgesehen, wurde er nicht im Angebotskatalog der Künstler-Agentur der DDR geführt.
Nach dem Mauerbau musste er auch in der Musik verzichten. Einladungen auf Konzerttourneen ins Ausland durfte er nicht folgen, oft nicht einmal in Ostblockländer. Die Klavierabteilung der Leipziger Musikhochschule war durch den langjährigen Rektor Rudolf Fischer und seine Schüler geprägt. Gegen solche Widerstände gelang es Philipp nicht, Improvisation als Fach zu etablieren. Vergebens kritisierte er beim Ministerium für Kultur die Gepflogenheiten bei Berufungen. Werner Wolf setzte sich wiederholt für Philipp ein und hätte ihn gern für den Fachbereich Musikwissenschaft / Musikerziehung der Karl-Marx-Universität gewonnen, als Nachfolger für den 1970 verstorbenen Komponisten Werner Richter. Doch dafür hätte Philipp in die SED eintreten müssen, was für ihn nicht in Frage kam.
1972 nahm er eine Dozentur für Klavierspiel und Improvisation an der Musikhochschule Dresden an. Erst 1990, nach der sog. Wende, wurde er zum künstlerischen Professor berufen. Als Abteilungsleiter für Klavier konnte er einige seiner Vorstellungen in der Ausbildung realisieren. Zwei Jahre später wurden sie nach seiner Emeritierung wieder abgeschafft.

### Bundesdeutscher Kulturbetrieb
Kaum weniger als die Beschränkungen in der DDR beklagt er Erscheinungen im heutigen Musik-
und Lehrbetrieb: Rigorose Ellenbogen-Mentalität, Cliquenwirtschaft, Korruption,
Mobbing, Selbstüberschätzung der eigenen Fähigkeiten, Diffamierung von Fachkollegen, Verweigerung von Erfahrungsaustausch, voreingenommene Prüfungsbewertungen, mangelhafte psychologische und methodische Fähigkeiten, Ablehnung wissenschaftlicher Erkenntnisse und oberflächliche Karrieresucht.

## Ehrungen
- Ehrenpräsident des Deutschen Tonkünstlerverbandes Sachsen

## Werke

### Bücher
- Klavier, Klavierspiel, Improvisation. VEB Deutscher Verlag für Musik, 1984
- Klavierspiel und Improvisation. Ein Lehr- und Bekenntnisbuch über musikalische, technische und psychologische Grundlagen (Interpretation, Übung, Pedal, Unterricht, Kreativität, Hygiene, Akustik, Klavierbau u. a.). Altenburg Leipzig 2003
- bilderklang klangbilder – Malerei und Grafik, Katalog, Dresden 2007

### Bilder
- Vers la flamme nach Skrjabins op. 72
- Hommage à Edison Denissow

### Tonträger
- Improvisatorische Kontraste: Solo- u. Gruppen-Improvisationen. Eterna 827574
- Klavierimprovisationen mit Ute Pruggmayer-Philipp und Günter Philipp. Berlin Classics 0032042BC
- Edisson Denissow: Konzert für Klavier und Orchester / Peinture. Rundfunk-Sinfonieorchester Leipzig / Rundfunk-Sinfonieorchester Berlin, Leitung: Wolf-Dieter Hauschild. Edel Company Hamburg, Berlin Classics 9260-2
- Alexander Skrjabin: Klavierwerke. Edel Company Hamburg, Berlin Classics 3070-2